# تسمم بالمنغنيز
التسمم بالمنغنيز هو مرض بيئى يصيب عُمال مناجم المنغنيز والعاملين في طحن المنغنيز الخام، ويحدث ذلك في مناجم المنغنيز في( روسيا، الهند، شمال أفريقيا، يوغوسلافيا، كوبا، وشيلي)، ويصيب حوالى 25 % من الأفراد المعرضين لإستنشاق الأتربة الخام، في بعض المناطق تقل النسبة إلى 2-4 %. ويؤثر التسمم بالمنغنيز على المخ.

## تاريخ الاكتشاف
اكتشف هذا التسمم أول مرة عام 1837 بواسطة جيمس كوبر

## العلامات والأعراض
يمكن أن يؤدي التعرض المزمن لمستويات المنغنيز المفرطة إلى مجموعة متنوعة من الاضطرابات النفسية والحركية، والتي يطلق عليها تسمم بالمنغنيز. بشكل عام، التعرض لتركيزات هواء المنغنيز المحيط التي تزيد عن 5 ميكروغرام Mn / م 3 يمكن أن يؤدي إلى أعراض يسببها المنغنيز.
في المراحل الأولى من تسمم بالمنغنيز، تتكون الأعراض العصبية من انخفاض سرعة الاستجابة، والتهيج، وتغيرات الحالة المزاجية، والسلوكيات القهرية. عند التعرض المطول، تظهر الأعراض بشكل أكثر وضوحًا وتشبه أعراض مرض باركنسون مجهول السبب، حيث غالبًا ما يتم تشخيصه بشكل خاطئ، على الرغم من وجود اختلافات معينة في كلا الأعراض ؛ على سبيل المثال، طبيعة الرعاش، والاستجابة للأدوية مثل ليفودوبا، والجزء المصاب من العقد القاعدية. تتشابه الأعراض أيضًا مع مرض لو جيريج والتصلب المتعدد.

## الفيزيولوجيا المرضية
قد يؤثر المنغنيز على وظائف الكبد، ولكن درجة السمية الحادة مرتفعة للغاية. من ناحية أخرى، يتم التخلص من أكثر من 95 في المائة من المنجنيز عن طريق إفراز القنوات الصفراوية. قد يؤدي أي تلف موجود بالكبد إلى إبطاء هذه العملية، مما يؤدي إلى زيادة تركيزه في بلازما الدم. آلية السمية العصبية الدقيقة للمنغنيز غير مؤكدة ولكن هناك أدلة تشير إلى تفاعل المنغنيز مع الحديد، الزنك، الألومنيوم، والنحاس. بناءً على عدد من الدراسات، يمكن أن يكون التمثيل الغذائي المضطرب للحديد أساس التأثير السام العصبي للمنغنيز.
يشارك في تفاعلات فنتون وبالتالي يمكن أن يسبب ضررًا مؤكسدًا، وهي فرضية مدعومة بالأدلة من الدراسات التي أجريت على عمال اللحام المتأثرين. أظهرت دراسة أجريت على العمال المعرضين أن لديهم عددًا أقل من الأطفال. قد يشير هذا إلى أن تراكم المنغنيز على المدى الطويل يؤثر على الخصوبة. يوجد بكميات كبيرة في صناعة الطلاء والصلب.

## المشكلات الناتجة
ينتج عبره:
- الشيزوفرنيا
- وهن العضلات
- الصداع
- الأرق

- الهلوسة
- النسيان
- ضمور الأعصاب
- الشلل الرعاش
- الصمامة الرئوية
- التهاب الشعب الهوائية

نقص معدلات المنغنيز في جسم الإنسان يعرضه للأضرار الصحية مثل:
- السمنة التجلطات الدموية
- اضطرابات الجلد
- معدلات منخفضة من الكوليسترول
- اضطرابات الهيكل العظمى
- تشوهات الجنين الخلقية
- تغير في لون الشعر
- أعراض متصلة بالأعصاب
- حساسية مفرطة من الجلوكوز

## العلاج
الدعامة الأساسية الحالية للعلاج التسمم بالمنغنيز هي يفودوبا وعملية إزالة معدن ثقيل مع EDTA. كلاهما له فعالية محدودة وعابرة في أحسن الأحوال. لقد ثبت أن تعويض النقص في الدوبامين مع ليفودوبا يؤدي في البداية إلى تحسين الأعراض خارج الهرمية، ولكن الاستجابة للعلاج تنخفض بعد عامين أو ثلاثة أعوام، مع تدهور حالة نفس المرضى الذين لوحظوا حتى بعد 10 سنوات من آخر تعرض للمنغنيز. يؤدي تحسين إفراز المنجنيز الناتج عن العلاج بالاستخلاب إلى خفض مستوياته في الدم، لكن الأعراض تظل دون تغيير إلى حد كبير، مما يثير تساؤلات حول فعالية هذا النوع من العلاج.
ترتبط زيادة التعبير عن بروتين فيروبورتين في خلايا الكلى الجنينية البشرية (HEK293) بانخفاض تركيز المنغنيز داخل الخلايا وتخفيف السمية الخلوية، والتي تتميز بانعكاس امتصاص الغلوتامات المنخفض المنغنيز وتناقص تسرب اللاكتات ديهيدروجينيز (LDH).

## علم الأوبئة
تحتوي دلتا النهر الأحمر بالقرب من هانوي على مستويات عالية من المنجنيز أو الزرنيخ في الماء. يحتوي ما يقرب من 65 في المائة من آبار المنطقة على مستويات عالية من الزرنيخ والمنغنيز والسيلينيوم والباريوم.

## الوقاية منه
- عدم الاستنشاق طويل المدى لغباره ودخانه